# Granuloppia congoensis
Granuloppia congoensis är en kvalsterart som beskrevs av Balogh 1958. Granuloppia congoensis ingår i släktet Granuloppia och familjen Granuloppiidae. Inga underarter finns listade i Catalogue of Life.